# Аглент (име)
Аглент (мађ. Aglent), је мађарско женско име грчко – немачког порекла, које је потекло од ранијег имена Агнес као немачки облик имена од миља.

## Имендани
- 21. јануар.
- 28. јануар.
- 6. март.
- 8. јун.
- 16. новембар.